# 45 км (пост)
Пост 45 км — колійний пост Конотопської дирекції залізничних перевезень Південно-Західної залізниці. Код поста в ЄМР 326431. Код Експрес 2200454.
Розташований на лінії Хоробичі — Бахмач-Гомельський між станціями Бондарівка (7 км) та Макошине (3 км). Відстань до Хоробичів — 90 км, до Бахмача-Гомельського — 45 км.
Відкритий 2008 року. Пасажирського та вантажного значення не має.